# Feira da Fruta
Feira da Fruta é o título de uma paródia, através de uma redublagem satírica, também conhecida como Bátima Feira da Fruta, na qual um episódio da série do Batman dos anos 1960 ("Um adversário à altura de um medonho bandido", o episódio 16 da 1ª temporada) teve seu áudio completamente substituído por diálogos cômicos e de baixo calão. 
A redublagem foi feita de forma caseira em 1981 por Fernando Pettinati e Antônio Camano e o título é uma referência à música homônima do Grupo Capote, que serve de "fundo musical" para a redublagem.
Gravado em uma fita VHS, a redublagem foi "resgatada" por volta de 2003 com uma versão digital divulgada na internet, alcançando mais de dois milhões de acessos. Em 2012, a redublagem ganhou uma versão em quadrinhos, organizada por Eduardo Ferigato, com participação de diversos artistas brasileiros, como Mario Cau, Roger Cruz, Julia Bax, Cris Peter, entre outros. Essa versão em quadrinhos ganhou o 25º Troféu HQ Mix, em 2013, na categoria "Web quadrinhos".
A história da redublagem foi contada no livro Entrei na Feira da Fruta, de autoria dos responsáveis pela redublagem, lançado pela editora Usina das Ideias, com prefácio de Danilo Gentili.
O Primeiro meme brasileiro catalogado.
Batima Feira da Fruta é considerado o primeiro meme, o primeiro viral e o primeiro hit de humor da internet brasileira.